# 钟全
钟全（？—1234年），江南西路赣州（今江西省赣州市）人，畲族的先民，南宋时赣州起事首领。
宋理宗宝庆元年（1225年），钟全在赣州率蛮、汉反宋起事，响应活动在闽、粤、赣等地的以陈三枪为首的汉族变民军。宋军三路追剿，但钟全利用有利地势，采取灵活的战术，长期与官军周旋，抗击宋朝官军。端平元年（1234年）正月，与陈三枪等一起遇害，起事失败。